# Мабанські мови
Мабанські мови — сім'я мов Африки, поширених на сході Чаду і меншою мірою в Судані та Центральноафриканській Республіці. Цими мовами спілкуються Мабан і споріднені з ними народності.

## Класифікація і склад
Мабанську сім'ю відносять до гіпотетичної макросім'ї Ніло-Сахарських мов; за Дж. Грінбергом — самостійна гілка, за низкою класифікацій 2000-х років належить до «мов-супутників» ядерних Ніло-Сахарських мов (протиставлених периферії).
У внутрішній класифікації сім'ї єдності серед дослідників немає, зазвичай виділяють три гілки, до однієї з яких належить мова маба (ваддай, бура-мабанг), до іншої — масаліт, до третьої — каранга (курунга); інші, за різними класифікаціями належать до однієї з цих трьох. Інші мабанські мови: кендедже, марфа, массалат, сурбахал, рунга, кібет, кашмере. Діалектний поділ описаний недостатньо.

## Соціолінгвістичні відомості
Загалом близько 700 тисяч носіїв. Найпоширенішими є маба (основна мова чадського регіону Вадай від створення Вадайського султанату в XVII столітті) і масаліт (по 250–300 тисяч носіїв). Більшість тих, що спілкуються іншими мабанськими мовами, володіють також однією з цих двох мов; поширена двомовність з місцевим (чадським або суданським) варіантом арабської мови.
Мабанські мови вивчені гірше за інші Ніло-Сахарські; для низки мов доступні лише списки слів, уточнення соціолінгвістичних відомостей щодо статусу мов та діалектів і робота з опису великих мов — маба і масаліт — інтенсивно ведеться лише в 1990-2000-і рр.
Мова маба має дві писемності — на основі латинського і арабського алфавіту, видаються книги і періодичні видання, ведеться радіомовлення, викладання в школах і курси грамотності для дорослих. Інші мови неписьменні.

## Фонетика
В консонантизмі ряди палатальних приголосних, а також типові для Африки преназалізовані приголосні (мабуть, поєднання двох фонем), фонеми /p/ і /h/ зустрічаються тільки в запозиченнях.
Пятичленний вокалізм, у низці мов кількість голосних має фонологічний характер (у маба 10 голосних фонем) і виражає граматичне значення, в мові масаліт значима ознака «просунутий корінь мови». Фонологічними є тонові відмінності; в маба він розрізняє лексичні основи і має граматичні значення в системі дієслова.
Є сингармонізм за ознакою огубленості голосних. Велику граматичну роль грає перегласовка основи (як у іменній, так і в дієслівній морфології).
Поєднання приголосних не такі рідкісні, як в інших Ніло-Сахарських мовах.
Характерне складне вживання числових форм; однина у багатьох лексем є морфологічно маркованою (як в інших Ніло-Сахарських мовах, наприклад, в нілотських мовах), число виражене морфологічно, за допомогою суфіксів (вибір яких часто непередбачуваний), або синтаксично, через узгодження імені із залежними від нього словами і дієслова з суб'єктом і об'єктом. В імені представлені також категорії визначеності і відмінка.
Широко вживаються імена дії, що утворюють разом з допоміжним дієсловом єдиний предикат, що є ареальною рисою. Низка дієслівних форм марковані тематичним префіксом консонанти, представлені категорії стану, часу, виду, модальності і полярності. Особливим чином виражена т. зв. дієслівна множинність, вказує на аспектуальні характеристики ситуації або множинність актанту (ареальна риса).

## Синтаксис
Порядок слів SOV, в іменній групі залежне йде за вершиною. Відносні пропозиції постпозитивні і мають рестриктивне значення. Розвинені складнопідрядні речення і пропозиції з дієприслівниками (конвербами).

## Лексика
У лексиці велике число запозичень з чадського діалекту арабської мови, низка слів запозичені з французької мови (частково також через арабське посередництво).